# Luftraum
Der Luftraum ist der mit Luft gefüllte Raum über der Erdoberfläche. Er ist je nach Definition ungefähr identisch mit dem Raum, den die unteren und mittleren Schichten der Erdatmosphäre einnehmen. Als Obergrenze wird in der Regel die Kármán-Linie mit 100 km Höhe angesehen. Der Luftraum entspricht somit in etwa der Homosphäre, in der die Zusammensetzung der Luft nahezu konstant ist. Teile des Luftraums stehen der Luftfahrt zur Verfügung.
Der Luftraum über dem gesamten Land- und Seegebiet eines Staates gehört zum hoheitlichen Staatsgebiet; jeder Staat hat Lufthoheit, d. h. das grundsätzliche Recht, die Benutzung seines Luftraumes eigenständig zu regeln.
Die EU-Kommission betreibt seit Ende der 1990er Jahre das Projekt Single European Sky mit dem Ziel, den europäischen Luftraum zur Optimierung der Verkehrsströme neu zu strukturieren und dessen Zersplitterung durch nationale Landesgrenzen und Interessen aufzulösen.

## Rechtliche Bestimmungen

### Lufthoheit
Der Luftraum über dem gesamten Land- und Seegebiet eines Staates gehört zum hoheitlichen Staatsgebiet. Der nationale Luftraum entspricht in seiner Ausdehnung daher in der Regel dem Grenzverlauf. Teile des Luftraums können auch an andere Staaten zur Nutzung abgetreten werden.
Die Obergrenze des Luftraums ist rechtlich nicht eindeutig bestimmt. Die gängigen Grenzen (etwa Kármán-Linie) sind für die Abgrenzung des der Lufthoheit unterliegenden Luftraums vom hoheitsfreien Weltraum völkerrechtlich nicht relevant.

### Privater Luftraum
Der Luftraum über einem Grundstück gehört grundsätzlich zum Verfügungsbereich des Eigentümers. Theoretisch reicht die Herrschaftsbefugnis des Eigentümers eines privaten Grundstücks unendlich in die Höhe und in die Tiefe bis zum Erdmittelpunkt. Sie wird allerdings per Gesetz (in Deutschland § 905 BGB sowie das Luftverkehrsgesetz) eingeschränkt, sodass kein Privatbesitzer Überflüge über seinen Grund verbieten kann. Luftfahrzeuge haben aber die vorgeschriebenen Mindestflughöhen einzuhalten.
Andererseits ist beim gefesselten Auflassen eines Ballons oder Drachens über in der Regel 100 m (sofern nicht schon in geringerer Höhe in räumliche Sicherheitszonen um Flugplätze eingedrungen wird) eine luftrechtliche Bewilligung bei der Behörde einzuholen und Einvernehmen mit der Flugsicherung herzustellen.

### Sondergebiete
Aus Erwägungen militärischer oder polizeilicher Art kann der Luftraum durch eine behördliche Ausweisung von Luftsperrgebieten (prohibited area), Flugbeschränkungsgebieten (restricted area) oder Gefahrengebieten (danger area) aus bestimmten Gründen für zivile wie militärische Luftfahrzeuge eingeschränkt oder komplett gesperrt werden, etwa um technische Anlagen wie Atomkraftwerke oder Großereignisse, z. B. in Fußballstadien, zu schützen.

## Luftraumstruktur
Die Internationale Zivilluftfahrt-Organisation (ICAO) hat eine Luftraumstruktur mit unterschiedlichen Luftraumklassen von A (Alfa) bis G (Golf) festgelegt. Die Unterscheidung erfolgt grob durch die Art der Kontrolle dieser Lufträume (kontrollierter/unkontrollierter Luftraum) und beinhaltet weitgehende Richtlinien für den Durchflug dieser Bereiche, wie Höchstgeschwindigkeit, Mindestsichtweiten (Flug- und Bodensicht), Erdsicht und minimale Wolkenabstände. Lufträume stehen sowohl in horizontaler (nebeneinander) als auch vertikaler (übereinander) Anordnung zueinander. Die Kontrolle der Lufträume erfolgt durch Flugverkehrskontrollstellen (ATC). Diese können, müssen aber nicht durch Radar unterstützt werden.

### Luftraumklassen

Luftraumstruktur Deutschland

A (Alpha)
Kontrollierter Luftraum. Nur Instrumentenflug-Verkehr (IFR, englisch instrument flight rules) erlaubt. Flugverkehrskontrollfreigabe erforderlich. Flugverkehr wird gestaffelt.
In Deutschland, Österreich und der Schweiz zurzeit nicht vorhanden.
B (Bravo)
Kontrollierter Luftraum. IFR- und Sichtflug-Verkehr (VFR, engl. visual flight rules) erlaubt. Flugverkehrskontrollfreigabe erforderlich. VFR- und IFR-Flüge werden untereinander und gegeneinander gestaffelt.
In Deutschland, Österreich und der Schweiz zurzeit nicht vorhanden.
C (Charlie)
Kontrollierter Luftraum. IFR- und VFR-Verkehr erlaubt. Flugverkehrskontrollfreigabe erforderlich. IFR-Verkehr wird zu anderem IFR-Verkehr und zu VFR-Verkehr gestaffelt. VFR-Verkehr erhält Verkehrsinformationen über anderen VFR-Verkehr.
In Deutschland ist dies in der Regel der komplette Luftraum ab FL 100 (in Alpennähe ab FL 130) bis FL 660. In der Nähe von Verkehrsflughäfen auch unterhalb von FL 100, jedoch oberhalb der jeweiligen Flugplatzkontrollzone. Für VFR-Flüge gilt CVFR-Pflicht. Minima für VFR-Flüge: Abstand von Wolken vertikal 1000 ft, horizontal 1,5 km, Flugsicht 5 km (über FL100 8 km).
In Österreich in der Regel der komplette Luftraum ab FL 195 (CTA) und innerhalb bestimmter Special Rules Areas (z. B. SRA Wien).
D (Delta)
Kontrollierter Luftraum. IFR- und VFR-Verkehr erlaubt. Flugverkehrskontrollfreigabe erforderlich. IFR-Verkehr wird zu anderem IFR-Verkehr gestaffelt und erhält Verkehrsinformationen über VFR-Verkehr. VFR-Verkehr wird nicht gestaffelt und erhält nur Verkehrsinformationen über anderen Flugverkehr.
In Deutschland als Kontrollzone (D-CTR) selber oder über den Kontrollzonen von Verkehrsflugplätzen als Ersatz für C ohne CVFR-Pflicht im Sichtflug. Minima für VFR-Flüge: Abstand von Wolken vertikal 1000 ft, horizontal 1,5 km, Flugsicht 5 km. In Kontrollzonen (D-CTR) gilt in Deutschland außerdem eine Bodensicht von 5 km (bis zum 5. Dezember 2014 war außerdem in D-CTR kein Wolkenmindestabstand gefordert, inzwischen gelten aber auch dort dieselben Mindestabstände wie in D-nicht-CTR)
In Österreich in der Regel der komplette Luftraum zwischen FL 125 und FL 195 (CTA) sowie innerhalb von Kontrollzonen und bestimmter Special Rules Areas.
E (Echo)
Kontrollierter Luftraum. IFR- und VFR-Verkehr erlaubt. Flugverkehrskontrollfreigabe nur für IFR erforderlich. IFR-Verkehr wird zu anderem IFR-Verkehr gestaffelt. Verkehrsinformationen über VFR-Verkehr werden jeglichem Flugverkehr soweit möglich erteilt.
In Deutschland grundlegend ab 2500 ft über Grund, um Kontrollzonen abgesenkt auf 1700 ft und/oder 1000 ft über Grund, Höchstgeschwindigkeit 250 kt unter FL 100. Minima für VFR-Flüge: Abstand von Wolken vertikal 1000 ft, horizontal 1,5 km, Flugsicht 5 km bis FL 100, Flugsicht 8 km über FL 100.
In Österreich von der Untergrenze des überwachten Luftraumes aufwärts bis FL 125 (CTA) und innerhalb bestimmter Terminal Control Areas.
F (Foxtrot)
Unkontrollierter Luftraum. IFR- und VFR-Verkehr erlaubt. Verkehrsinformationen über anderen Flugverkehr werden soweit möglich erteilt.
Abstand von Wolken vertikal 1000 ft, horizontal 1,5 km, Flugsicht 5 km.
In Deutschland, Österreich und der Schweiz zurzeit nicht vorhanden. Die vormals bestehenden Lufträume F in Deutschland wurden am 11. Dezember 2014 durch Lufträume E beziehungsweise Radio Mandatory Zones (RMZ) ersetzt.
G (Golf)
Unkontrollierter Luftraum. IFR- und VFR-Verkehr erlaubt. Staffelung erfolgt nicht. Verkehrsinformationen über anderen Flugverkehr werden soweit möglich erteilt. In Deutschland IFR-Verkehr nur in Verbindung mit einer RMZ.
Die Obergrenze des Luftraums wird stets über Grund definiert, und zwar gestaffelt von 1000 ft über 1700 ft und 2500 ft über Grund in zunehmender Entfernung zu einer Kontrollzone oder einer Radio Mandatory Zone (RMZ). Der Luftraum oberhalb von FL 660 ist ebenfalls als Luftraum G klassifiziert. In der Schweiz erstreckt sich der Luftraum G generell von Grund bis 2000 ft AGL, sofern nicht anderweitig eingeschränkt (beispielsweise durch eine Kontrollzone).
Minima für VFR-Flüge:
A1) Flughöhe < 3.000 ft AMSL oder < 1.000 ft AGL, Höchstgeschwindigkeit < 140 kt IAS:
Flugsicht 1,5 km, für Drehflügler, Luftschiffe und Ballone 800 m, Wolken nicht berühren (kein Mindestabstand erforderlich), Erdsicht erforderlich.
A2) Flughöhe < 3.000 ft AMSL oder < 1.000 ft AGL, Höchstgeschwindigkeit > 140 kt IAS:
Flugsicht 5 km, Wolken nicht berühren (kein Mindestabstand erforderlich), Erdsicht erforderlich.
B) Flughöhe > 3000 ft AMSL oder > 1000 ft AGL:
Flugsicht 5 km, Abstand von Wolken vertikal 1000 ft, horizontal 1,5 km.
Unabhängig von der Luftraumklasse müssen in Deutschland die Sicherheitsmindesthöhen beachtet werden.

### Klassische Unterscheidung

#### Unterer Luftraum
Der Untere Luftraum ist in Deutschland und Österreich definiert als der Luftraum unterhalb von Flugfläche 245 (FL 245). Die typische ICAO-Grenze zwischen unteren und oberen Luftraum liegt auf Flugfläche 285.

#### Oberer Luftraum
Der obere Luftraum ist in Deutschland und Österreich definiert als der Luftraum über FL 245 und als Luftraum der Klasse Charlie eingestuft (bis FL 660, darüber Luftraum Golf, also unkontrolliert). In diesem kontrollierten Luftraum markieren Luftstraßen die wichtigen Flugrouten und sind der Höhe nach untergliedert. Sie werden den Flugzeugen von der Flugsicherung zugewiesen und entsprechen im Regelfall dem eingereichten Flugplan des verantwortlichen Piloten.

## Flughöhen und Lufträume in den USA

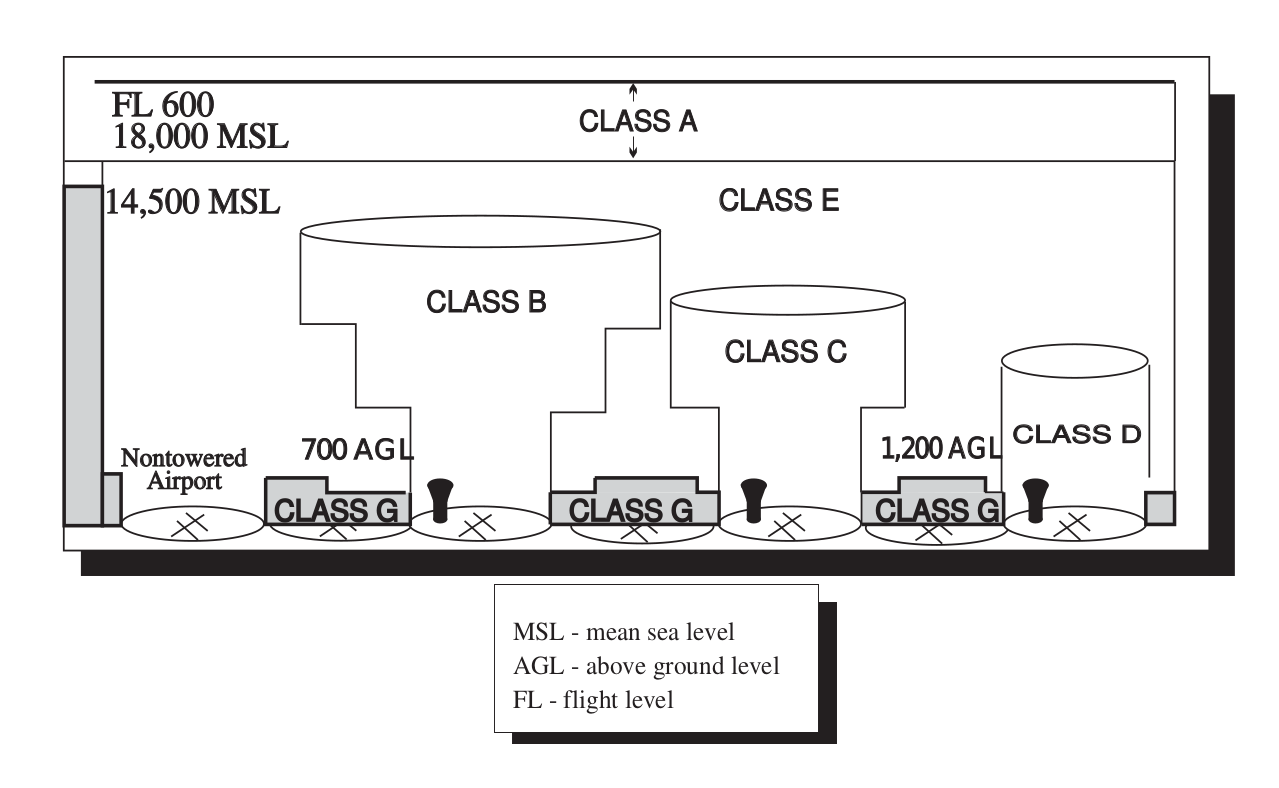
Luftraumstruktur in den USA

Die Luftraumgliederung in den USA ist anders als in Deutschland. Zwar ähnelt die allgemeine vertikale Struktur der Situation in Deutschland mit Klasse G in Bodennähe und darüber Klasse E. Allerdings folgt dann ab 18.000 ft MSL Klasse A und ab FL 600 wieder Klasse E. Darüber hinaus gibt es im Nahbereich von Flughäfen Zonen der Klassen D, C und B.
Klasse A besteht zwischen 18.000 ft MSL und FL 600 und ist ausschließlich für IFR-Verkehr nutzbar.
Klasse B existiert rund um die etwa 30 größten Verkehrsflughäfen. Er reicht typischerweise von Boden bis 10.000 ft MSL und besteht aus zahlreichen Schichten, deren Durchmesser mit größerer Höhe zunimmt. Die oberste Schicht hat typischerweise 30 Meilen Durchmesser.
- eine Einfluggenehmigung ist zwingend erforderlich und Durchflug kann verweigert werden, sofern nicht für diesen Flug erforderlich (z. B. Landung auf Flughafen im Bereich von Klasse B). Im Gegensatz dazu muss man im Luftraum C und D mit ATC nur im Funkkontakt sein, explizite Einfluggenehmigung ist nicht nötig.
- nicht für Sportpiloten und Flugschüler (nur mit Sondergenehmigung), d. h. mindestens PPL erforderlich
- in manchen, aber nicht allen, Klasse B Lufträumen ist SVFR verboten
- ATC gibt auch für VFR-Verkehr Flughöhe und Kurs vor Mindestsichtweite für VFR ist 3 Meilen und der Pilot muss sich frei von Wolken halten. ATC sichert Staffelung für alle Flugzeuge (IFR und VFR) zu.

Klasse C ist ein Bereich rund um größere Verkehrsflughäfen. Er besteht typischerweise aus einem Kern mit 5 Meilen Durchmesser und 4000 ft Höhe sowie einem Ring um diesen Kern mit 10 Meilen Durchmesser, der von 1200 ft bis 4000 ft AGL reicht. In Klasse C (und B) wird auch VFR-Flügen ein individueller Transponder-Code zugewiesen, d. h. zusätzlich zur Ausrüstung für Klasse D ist ein Transponder erforderlich. Mindestsichtweiten und Wolkenabstände entsprechen denen der Luftraumklasse E. ATC trennt in Klasse C sowohl IFR-IFR- als IFR-VFR-Verkehr.
Klasse D ist ein Bereich rund um kleine Verkehrsflughäfen, typischerweise 5 Meilen Durchmesser und 2500 ft hoch. In Klasse D ist (wie auch in C, B und A) Funkkontakt zu ATC vorgeschrieben, d. h. das Flugzeug muss auch für VFR mindestens mit einem tragbaren Funksprechgerät ausgerüstet sein. Mindestsichtweiten und Wolkenabstände entsprechen denen der Luftraumklasse E.
Klasse E ist wie in Deutschland kontrollierter Luftraum, Kontakt zu ATC ist freiwillig.
VFR-Verkehr in Klasse E muss mindestens 3 Meilen Sicht und 1000 ft über, 500 ft unter und 2000 ft horizontalen Abstand zu Wolken einhalten, über 10.000 ft MSL vergrößern sich die Abstände auf 5 Meilen Sicht und 1000 ft-1000 ft-1 mi.
Die Grenze zwischen Klasse G und Klasse E variiert sehr stark und kann nur durch Studium der entsprechenden Karten bestimmt werden. Typische Höhen für den Beginn von Klasse E sind z. B.
- Erdboden für die unmittelbare Umgebung von Flugplätzen mit amtlichen Instrumentenanflügen
- 700 ft AGL für IFR-Anflugschneisen
- 1200 ft AGL für Luftverkehrsstraßen und im Bereich von Ballungsräumen
- individuell und stark variierend von wenigen 1000 ft bis zu in den westlichen Staaten stellenweise 12.000 ft MSL
- generell 14.500 ft MSL, sofern nicht durch andere Regelungen eine niedrigere Höhe festgelegt ist

Klasse F gibt es in den USA nicht. Stattdessen haben Flugplätze mit amtlichen Instrumentenanflügen einen Luftraum E, der bis auf den Boden reicht.
Klasse G ist wie in Deutschland unkontrollierter Luftraum für VFR, aber auch für eigenverantwortlichen (d. h. nicht von der Flugverkehrskontrolle unterstützten) IFR-Flug.
Mindestsicht für VFR am Tag ist unterhalb von 10.000 ft MSL eine Meile (~1,6 km) und Wolken dürfen nicht berührt werden. Nachts sowie oberhalb von 10.000 ft MSL gelten dieselben Bedingungen wie in Klasse E mit einigen Sonderregeln.

## Designated Operational Coverage-Volumen

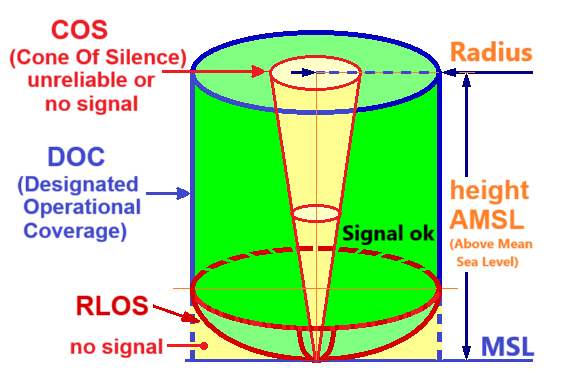
Beispiel eines zylindrischen DOC: Eine Nutzung unterhalb des Radiohorizonts (engl. Radio-Line-Of-Sight, RLOS) ist wegen fehlendem, zu schwachen, bzw. bei Flugnavigationsanlagen bei falschen Signalen nicht (oder nicht zuverlässig) möglich. Das Gleiche gilt für die Nutzung des Signals im Schweigekegel (engl. Cone Of Silence, COS) oberhalb 40° Erhebungswinkel.

Das Designated Operational Coverage-Volumen (DOC) definiert das freigegebene Volumen, für die flugbetriebliche Nutzung von Sprechfunk, Data-Link, und Flugnavigationsanlagen durch Luftfahrzeuge, die unter Instrumentenflugregeln (Instrument Flight Rules) fliegen. Die  horizontalen und vertikalen Begrenzungen des DOC  werden im Luftfahrthandbuch (engl. Aeronautical Information Publication, AIP), des jeweiligen Landes veröffentlicht.
Um sicherzustellen, dass es keine Funkstörungen durch andere Sender (z. B. in Nachbarstaaten) gibt, die die gleiche Frequenz nutzen, wird vor der Festlegung und Veröffentlichung des DOC eine internationale Frequenzkoordinierung durchgeführt. Dadurch soll sichergestellt werden, dass unter normalen Funkausbreitungsbedingungen, sofern der Pilot das DOC nicht außerhalb des veröffentlichten DOC nutzt, die Funk- oder Navigationsanlage sicher und ungestört arbeiten kann. Auch wenn außerhalb eines DOC bei guten Ausbreitungsbedingungen ein Empfang möglich ist, besteht die Gefahr der Gefährdung des Luftverkehrs, wenn der Pilot außerhalb der veröffentlichten DOC sendet. Dadurch können andere Funk- oder Navigationsdienste, die innerhalb des Radiohorizonts (englisch Radio-Line-of-Sight, RLOS) des Luftfahrzeuges liegen, gestört werden. Bei der Nutzung von Flugnavigationsanlagen kann der Empfang außerhalb des DOC z. B. zum Empfang einer nicht gewünschten Flugnavigationsanlage (z. B. aus einem Nachbarstaat) und/oder zu falschen oder unzuverlässigen Navigationsdaten (angezeigte Richtungen, Entfernungen oder Positionen) führen.
Sender und Empfänger können im Prinzip aufgrund ihrer Strahlungsleistung (englisch: Equivalent Isotropic Radiated Power, E.I.R.P.) und Empfängerempfindlichkeit Signale in weitaus größeren Reichweiten erzeugen bzw. empfangen. Jedoch geschieht dies nicht notwendigerweise unter allen operativ genutzten Wetterbedingungen, weshalb in internationalen Standards für Luftfahrtgeräte (z. B. EUROCAE-Standards) sowohl beim Sender als auch beim Empfänger Sicherheitsmargen definiert sind, die prinzipiell zeitweise größere Reichweiten ermöglichen. Nur bei Einhaltung des DOC durch den Piloten wird ein Schutz vor Störungen von bzw. durch andere Nutzungen garantiert. Dies wird durch eine internationale Frequenz-Koordinierung des betrieblich benötigten DOC in der europäischen ICAO-Region sichergestellt. Die in Europa geltenden Regeln sind im europäischen "ICAO Frequency Management Manual" (ICAO EUR-DOC-11) festgelegt.
Sofern DOC-Ausdehnungen durch Definition für Nutzungen eines Dienstes gleich sind, z. B. beim Sprechfunk Tower-DOC mit 25 Nautischen Meilen (NM) Radius und 4000 Fuß (ft) über Grund (englisch Above Ground Level, AGL) oder beim Instrumentenlandesystem (ILS), werden diese nicht jeweils gesondert veröffentlicht, sondern nur, wenn das DOC vom ICAO-Standard abweicht.
DOC-Volumen können als Zylinder unter Angabe der maximal nutzbaren Höhe und des Durchmessers bezogen auf den Sendestandort, als Sektor (Winkel von bis) mit Höhe bezogen auf den Sendestandort oder als Polygon unter Angabe der das Polygon begrenzenden Koordinaten und Höhe in zivilen und militärischen AIP oder militärischen FLIPs (engl. Flight Information Publications) veröffentlicht werden. Im Flugsprechfunk definieren Polygone die horizontalen Grenzen des zugehörigen Kontrollbereichs der zuständigen Flugsicherung. Bei größeren Kontroll-Bereichen wird in der Regel mehr als eine Sendedeanlage benötigt, wodurch Sender und Empfänger nicht im Mittelpunkt eines Sektors platziert sind.
Sofern notwendig, werden Einschränkungen auf einen Sektor, Reichweite oder Höhe definiert, z. B. wenn eine Ausbreitung durch Geländeabschattung nicht möglich ist oder nur so eine Verträglichkeit zu bestehenden geschützten Frequenznutzungen möglich ist. Dies erklärt auch, warum z. B. für transatlantische Nutzung in Richtung Meer weitaus größere DOC genutzt werden können als über Land.
Die maximale vertikale Begrenzung von DOC berücksichtigt aber nicht, dass unterhalb des RLOS oder Beyond-RLOS (BRLOS) nur im Übergangsbereich bestenfalls noch ein schwaches Signal empfangen werden kann. Der RLOS ist abhängig von der Höhe des Luftfahrzeug-AGL (Above Ground Level) und den Abschattungen die durch das Gelände zwischen Sender und Empfänger wirken. Ferner können Funkanlagen nicht im Schweigekegel (englisch Cone Of Silence, COS) oberhalb 40° Erhebungswinkel wegen zu schwachen, fehlenden oder bei Flugnavigationsanlagen wegen falschen Signalen gar nicht oder nicht dauerhaft zuverlässig genutzt werden. Antennen von Funk- bzw. Navigationsbodenanlagen sind nicht für senkrecht nach oben gerichtete Abstrahlung geeignet. Eine Ausnahme bilden die Antennen der Marker des Instrumentenlandesystems (englisch: Marker Beacon Antennas), die senkrecht nach oben strahlen. Die Antennen der Bodenanlagen erzeugen zwar zeitweilig oder an manchen Positionen selbst im Cone-Of-Silence Signale. Diese sind aber entweder zu schwach oder nicht dauerhaft unter allen Wetterbedingungen nutzbar.
| Dienst                                      | Radius | Höhe über Grund oder Flight Level |
| Tower/Turm (TWR)                            | 25 NM  | 4000 ft AGL                       |
| Aerodrome Flight Information Service (INFO) | 16 NM  | 3000 ft AGL                       |
| Automatic Terminal Service (ATIS)           | 60 NM  | FL 200                            |
| Approach Control (APP)                      | 25 NM  | FL 100                            |
| Approach Control                            | 40 NM  | FL 150                            |
| Approach Control                            | 50 NM  | FL 250                            |
| VOLMET                                      | 261 NM | FL 450                            |

| System                            | Radius                                    | Höhe über Grund (AGL) oder Flight Level (FL) |
| Flughafen-NDB                     | 15 bis 25 NM                              | FL600                                        |
| Strecken-NDB                      | 40 bis 60 NM                              | FL900                                        |
| Flugplatz-VOR                     | 25 NM                                     | 25.000 ft AGL                                |
| Strecken-VOR                      | 40 NM                                     | FL250                                        |
| Flugplatz-DME                     | 25 NM                                     | 25.000 ft AGL                                |
| Strecken-DME                      | 40 NM                                     | FL250                                        |
| Instrumentenlandesystem Landekurs | 25 NM+/- 10°, sowie 17 NM+/−10 bis +/−35° | 6000 ft, sowie 3800 ft AGL                   |
| Instrumentenlandesystem Gleitweg  | 10 NM+/−8°                                | 2000 ft AGL                                  |

## Luftraumüberwachung
Die Luftraumüberwachung wird sowohl von militärischen als auch von zivilen Institutionen wahrgenommen. Auf ziviler Seite wird der Flugverkehr im deutschen Luftraum von der DFS und EUROCONTROL, in den Benelux-Ländern durch SKEYES (ehemals Belgocontrol) und LVNL sowie vom Area Control Center Maastricht EUROCONTROL, in Österreich von der Austro Control GmbH und in der Schweiz und Teilen Süddeutschlands von Skyguide überwacht.